# Карвалью, Мигель де
Мигель де Карвалью (порт. Miguel de Carvalho; лат. Michael Carvallus; 1577 год, Брага, Португалия — 25 августа 1624 года, Омура, Япония) — католический священник, блаженный Римско-Католической Церкви, миссионер, член монашеского ордена иезуитов.

## Биография
Родился в 1577 году в португальской аристократической семье в городе Брага. В 1597 году вступил в монашеский орден иезуитов в Коимбре. В 1602 году был отправлен на миссионерскую деятельность в Индию. По окончании богословского и философского обучения в колледже Святого Павла в португальской колонии Гоа принял священническое рукоположение. В последующие годы преподавал теологию в этом же колледже. В августе 1621 году отправился в Японию через Малакку, Макао и Манилу. Из-за преследования христиан тайно проживал на острове Амакуса. Скрываясь под видом солдата, в течение двух лет изучал японский язык. После раскрытия своего положения покинул остров и отправился в Нагасаки, где иезуит Франциск Пашеку направил его для пастырской деятельности среди местных японских католиков.
22 июля 1623 года был арестован по доносу при возвращении с пастырского служения в Омуре. После годового тюремного заключения был заживо сожжён 25 августа 1624 года вместе с францисканцами Луисом Сотело, Людовиком Сасадой, Людовиком Бабой и доминиканцем Педро Васкесом.
После казни их останки были помещены в лодку, которую затопили в море. Некоторым из присутствующих на казне католикам удалось сохранить небольшое количество останков доминиканца Пебро Васкеса, которые были переданы на хранение в Иезуитскую церковь в Макао. В настоящее время мощи находятся в усыпальнице китайских и японских мучеников.
Римский папа Пий IX причислил его к лику блаженных 7 июля 1867 года.
Память
- День памяти в Католической церкви — 25 августа и 10 сентября в группе 205 японских мучеников.
- Его именем назван философский факультет Португальского католического университета в Браге, Португалия[3].